# Robson Machado Toledo
Robson Machado Toledo (San Paolo, 18 luglio 1981) è un calciatore brasiliano, centrocampista de La setina militante nel campionato di Prima Categoria girone I della provincia di Latina.
Conta 56 presenze in Serie B.

## Carriera
Inizia a giocare a calcio nel Campinas Durevole, in Brasile, ma nel 1999 viene acquistato dal Perugia su segnalazione di Careca. Dopo un anno nelle giovanili viene aggregato alla prima squadra e successivamente ceduto in prestito al Kavala nella seconda serie greca, squadra con cui disputa 12 partite e segna 2 gol nella Beta Ethniki.
Tornato a Perugia, nell'estate del 2001, rescinde il contratto con gli umbri e firma per il Rieti in Serie D. 
L'anno seguente si trasferisce al Catanzaro dove resta per due stagioni in Serie C1.
Nel gennaio 2004 l'Udinese acquista la comproprietà del giocatore, ma lo gira in prestito prima al Napoli e poi all'Ascoli per beneficare del suo cartellino nell'ambito dell'operazione che porterà in Friuli il giovane Marco Capparella. Passa così alla Cisco Roma e poi firma un biennale con il Taranto, fortemente voluto dall'allenatore ionico Aldo Papagni.
Nel 2007 la neopromossa Ravenna lo acquista in compartecipazione per disputare il campionato cadetto. Dopo 37 presenze e quattro gol nella Serie B 2007-2008, viene messo fuori rosa per un litigio con i tifosi e successivamente girato in prestito alla Pro Patria. Tornato a Ravenna disputa una stagione in Lega Pro Prima Divisione con i romagnoli per poi passare alla Triestina in Serie B, con cui disputa 16 partite da titolare, e poi alla Cremonese nel 2011. Dopo essersi svincolato dal Ravenna, nell'agosto 2011 viene ingaggiato dal Como, con cui firma un contratto di un anno. Con la squadra lariana, nel campionato di Lega Pro Prima Divisione 2011-2012, gioca 21 partite e mette a segno 3 gol. A fine stagione però la società non gli rinnova il contratto.. Solo a dicembre 2012 viene tesserato dalla Pistoiese, in quarta serie.
Dopo aver vinto la Serie D nella stagione 2013-2014, lascia gli arancioni per firmare l'Arezzo; tuttavia, il ripescaggio in Lega Pro della formazione amaranto, porta Toledo ad Altovicentino, sempre in Serie D.
Dopo una parentesi nel futsal, nel 2019 torna a giocare a calcio in Promozione e seconda categoria, prima a Grottaglie e poi a Corigliano e a Cori.
Nella stagione 2022/2023 viene tesserato dalla La Setina, squadra militante nella seconda categoria laziale.

## Palmarès

### Club

#### Competizioni nazionali
- Serie C1: 1

Catanzaro: 2003-2004
- Serie D: 1

Pistoiese: 2013-2014